# Travatura alla Sansovino
Si dice travatura alla Sansovino un modo di allineare le tavole al di sopra dell'ordine di travatura principale.
Citando i Principii di Architettura Civile, di Francesco Milizia:
(Principii di Architettura Civile, volume terzo, pag 121)